# Lőporos összeesküvés

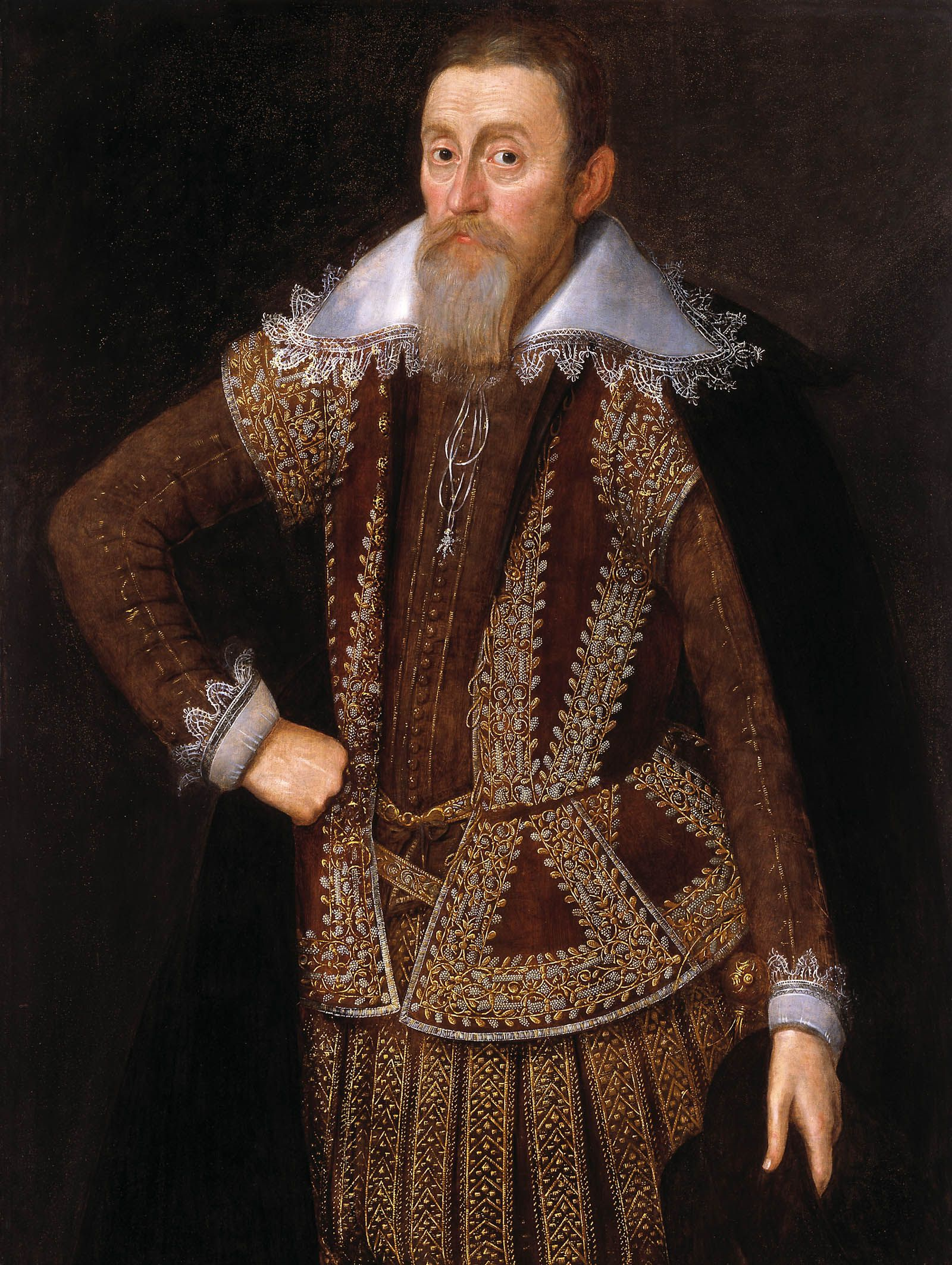
Lord Monteagle, akinek a névtelen levelet küldték

Az 1605. november 5-i lőporos összeesküvés (pontatlan fordításban  magyarul lőpor-összeesküvés; angolul Gunpowder Plot) sikertelen merénylet volt I. Jakab angol király ellen. 1603 végén I. Mária skót királynő fia, Jakab angol király visszaállította a római egyház híveit sújtó intézkedéseket, majd 1604 februárjában kilátásba helyezte a katolikus klérus elüldözését. A merényletet tizenhárom angol katolikus összeesküvő próbálta végrehajtani egy warwickshire-i nemes, Robert Catesby vezetésével. Catesbyt a derékba tört karrierje és börtönbe vetett édesapjának szenvedései motiválták a megtorlásra és a merénylet tervének kidolgozására. A terv az volt, hogy felrobbantják a Lordok Házát, amikor a király, az anglikán egyház 150 püspöke és a parlament képviselői 1605. november 5-én összegyűltek az akkori Westminster-palotában a törvénykezési évad hivatalos állami megnyitójára.

## Előzményei
Ekkoriban Anglia területén nem volt nagy a vallási szabadság, emiatt a nép elégedetlen volt, azonban ha ennek hangot adott, az nem hozott változást. A vallási tolerancia I. Jakab uralkodása során egyre inkább eltűnt, emiatt sok katolikus csalódott volt.
A folyamatos magas adó megterhelte a polgárságot, és I. Jakab nem volt hajlandó ezen változtatni.

## Résztvevői
Robert Catesby, John Wright, Thomas Wintour, Thomas Percy, Guy Fawkes, Robert Keyes, Thomas Bates, Robert Wintour, Christopher Wright, John Grant, Ambrose Rookwood, Sir Everard Digby és Francis Tresham. Fawkes, aki 10 éves katonai tapasztalattal rendelkezett, volt felelős a robbanóanyagokért. Az összeesküvők egy alagutat ástak és elhelyezték a 36 hordó puskaport a Parlament pincéjébe és várták, hogy másnap megérkezzen a király és kísérete.

## Következményei

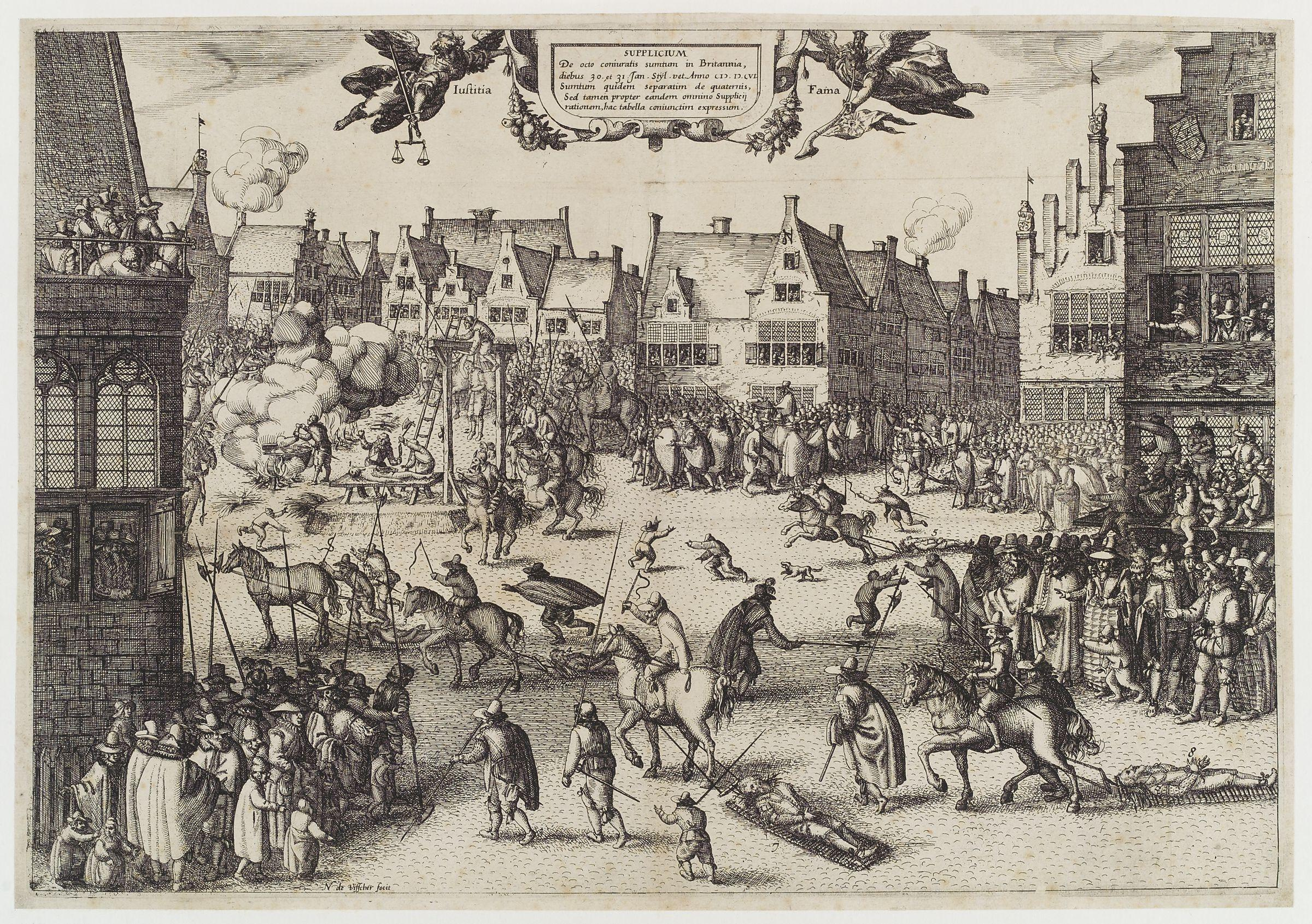
Guy Fawkes és társainak kivégzése, az elítélteket felakasztották, azonban mielőtt meghaltak volna leeresztették a testüket és nemi szervüket, heréjüket levágták, kibelezték, majd lefejezték és felnégyelték. Fawkes azonban, amikor a kötelet a nyakába akasztották leugrott a bitófáról, és a nyakát törte, így csak a holttestét tudták felakasztani. Korabeli metszet

A hatóságok a tervre 1605. október 26-án jöttek rá, egy William Parker Monteagle bárónak címzett névtelen levélből. Ennek okán átfésülték a Lordok Házát, amikor november 4-én, hajnal körül megtalálták Guy Fawkest, aki tűzifa és szénhalmok mögé rejtve 36 lőporos hordót őrzött (eleget a Lordok Háza megsemmisítéséhez) és letartóztatták. A legtöbb társa, amint tudomást szerzett elfogásáról, elmenekült Londonból, miközben próbáltak támogatást szerezni. Néhányan megpróbáltak helytállni a Worcester seriffje és emberei elleni csatában a Holbeche Háznál, sikertelenül, többek között Catesbyt is lelőtték itt. Az 1606. január 27-i tárgyaláson a maradék nyolc túlélőt, köztük Fawkest halálbüntetésre ítélték, felakasztották és felnégyelték.
Az összeesküvés leleplezésének emlékét őrzi a november 5-én azóta megtartott Guy Fawkes-nap.

## Fordítás
- Ez a szócikk részben vagy egészben  a   Gunpowder Plot című angol Wikipédia-szócikk fordításán alapul.  Az eredeti cikk szerkesztőit annak laptörténete sorolja fel. Ez a jelzés csupán a megfogalmazás eredetét és a szerzői jogokat jelzi, nem szolgál a cikkben szereplő információk forrásmegjelöléseként.